# تفكير بديهي
يُعرّف التفكير البديهي أو الاستدلال البديهي في الذكاء الاصطناعي بأنه القدرة شبه-البشرية على تشكيل الافتراضات حول نوع وجوهر المواقف العادية التي يواجهها البشر كل يوم. تتضمن هذه الافتراضات أحكامًا حول طبيعة الأشياء المادية والخصائص التصنيفية ونوايا الناس. قد يكون الجهاز الذي يبدي تفكيرًا بديهيًا قادرًا على استخلاص استنتاجات مشابهة لعلم النفس الشعبي للبشر (قدرة البشر بالفطرة على تفسير سلوك الناس ونواياهم) والفيزياء الساذجة (فهم البشر الطبيعي للعالم المادي).

## التعريفات والتوصيفات
تشمل بعض تعريفات البديهية وتوصيفاتها من مؤلفين مختلفين:
- «تتضمن المعرفة البديهية الحقائق الأساسية حول الأحداث (بما في ذلك الأفعال) وتأثيراتها وحقائق حول المعرفة وكيفية الحصول عليها وحقائق حول المعتقدات والرغبات. تتضمن أيضًا الحقائق الأساسية حول الأشياء المادية وخصائصها».[3]
- «تختلف المعرفة البديهية عن المعرفة الموسوعية بأنها تتعامل مع المعرفة العامة عوضًا عن تفاصيل كيانات معينة».[4]
- المعرفة البديهية هي «معرفة العالم الحقيقي التي يمكن أن توفر قاعدة لجمع المزيد من المعرفة وتفسيرها تلقائيًا».[5]
- يتكون العالم البديهي من «الزمان والمكان والتفاعلات الفيزيائية والناس وغيرها».[2]
- البديهية هي «كل المعرفة عن العالم التي نعتبرها أمرًا مفروغًا منه ولكننا نادرًا ما نقولها بصوت عال».[6]
- البديهية هي «معرفة خلفية قابلة لإعادة الاستخدام على نطاق واسع لا تقتصر على مجال موضوع محدد.. هي المعرفة التي يجب أن تكون لديك».[7]

يوصّف البروفيسور في جامعة نيويورك إيرنست ديفيس المعرفة البديهية بأنها «ما يعرفه الطفل النمطي في السابعة من العمر عن العالم»، بما في ذلك الأشياء المادية والمواد والنباتات والحيوانات والمجتمع البشري. لا تشمل عادةً التعلم من الكتب والمعرفة المتخصصة ومعرفة الأعراف؛ لكنها تتضمن أحيانًا معرفةً حول هذه المواضيع. فمثلًا، معرفة كيفية لعب الورق هي معرفة متخصصة وليست «معرفة بديهية»؛ لكن معرفة أن الناس يلعبون الورق بهدف التسلية يحتسب بمثابة «معرفة بديهية».

## لمحة عامة
بالمقارنة مع البشر، يفتقر الذكاء الاصطناعي الموجود حاليًا لعدة ميزات من تفكير البشر البديهي؛ من أبرزها امتلاك البشر آليات قوية للتفكير حول «الفيزياء الساذجة» مثل المكان والزمان والتفاعلات الفيزيائية. يمّكن هذا حتى الأطفال الصغار من الوصول بسهولة إلى استنتاجات مثل «إذا دحرجت هذا القلم على الطاولة سيقع على الأرض». يمتلك البشر أيضًا آلية قوية من «علم النفس الشعبي» تساعدهم على تفسير جمل اللغات الطبيعية مثل «رفض أعضاء مجلس المدينة الترخيص للمتظاهرين لأنهم دعوا إلى العنف». (يعاني الذكاء الاصطناعي العام من صعوبة تمييز ما إذا كان الأشخاص الذين يُزعم أنهم يدعون إلى العنف هم أعضاء المجلس أم المتظاهرون). إن هذا النقص في «المعرفة العامة» يعني أن الذكاء الاصطناعي يرتكب غالبًا أخطاء مختلفة عن تلك التي يرتكبها البشر بطرق تبدو غير مفهومة. على سبيل المثال، لا تستطيع السيارات ذاتية القيادة الموجودة حاليًا أن تفكر بموقع المشاة أو نواياهم بنفس الطريقة التي يفعلها البشر، وعليها أن تستخدم عوضًا عن ذلك أساليب غير بشرية من التفكير لتفادي الحوادث.
تتضمن المواضيع الفرعية المتداخلة للتفكير البديهي الكميات والقياسات والزمان والمكان والفيزياء والعقول والمجتمع والخطط والأهداف والأفعال والتغيير.

## مسألة المعرفة البديهية
إن مسألة المعرفة البديهية مشروع حالي في مجال الذكاء الاصطناعي لإنشاء قاعدة بيانات تحتوي على المعرفة العامة التي يُفترض أن يمتلكها معظم الأفراد، ممثلة بطريقة تسمح بالوصول إليها من قبل برامج الذكاء الاصطناعي التي تستخدم اللغة الطبيعية. تُعتبر هذه المشكلة من أكثر المشاكل صعوبة في مجال أبحاث الذكاء الاصطناعي نظرًا لاتساع نطاق المعرفة البديهية. يجب أن تظهر الآلة بذكاء الإنسان كي تُنجَز أي مهمة كما يديرها العقل البشري. تشمل هذه المهام تمييز الأشياء والترجمة الآلية والتنقيب في النصوص. للقيام بذلك، يجب على الآلة أن تكون مدركة لنفس المفاهيم التي يتعرف عليها الفرد الذي يمتلك المعرفة البديهية.

## البديهية في المهام الذكية
في 1961، ناقش بار هيليل لأول مرة الحاجة للمعرفة العملية لمعالجة اللغات الطبيعية في سياق الترجمة الآلية وأهميتها. يمكن إزالة الغموض في بعض الأماكن باستخدام قوانين بسيطة يسهل الحصول عليها. يتطلب البعض الآخر اعترافًا واسعًا بالعالم المحيط وبالتالي يحتاج إلى المزيد من المعرفة البديهية. على سبيل المثال، تظهر مشاكل الغموض عندما تُستخدم آلة لترجمة نص ما، والتي يمكن حلها بسهولة من خلال تحقيق فهم متين وحقيقي للسياق. تزيل المترجمات عبر الإنترنت الغموض في غالب الأوقات بالاعتماد على الكلمات المماثلة أو الشبيهة. فمثلًا، في أثناء ترجمة الجملتين «الكهربائي يعمل» و«الهاتف يعمل» إلى اللغة الألمانية، تترجم الآلة كلمة «يعمل» بشكل صحيح بمعنى «يؤدي العمل» في الجملة الأولى و«يعمل بشكل صحيح» في الثانية. رأت الآلة وقرأت في مجموعة النصوص أن الكلمات الألمانية المستخدمة للتعبير عن «يعمل» و«كهربائي» تستخدم ضمن تركيبة بشكل متكرر وتأتي قريبة من بعضها البعض. ينطبق الأمر نفسه على «هاتف» و«يعمل بشكل صحيح». ومع ذلك، فإن الوكيل الإحصائي الذي يعمل في الحالات البسيطة يفشل في الحالات المعقدة. تُنفذ برامج الحاسوب الموجودة حاليًا مهام لغوية بسيطة عن طريق التلاعب بالعبارات القصيرة أو الكلمات المنفصلة، لكنها لا تحاول تحقيق أي فهم أعمق وتركز على النتائج قصيرة الأجل.

### الرؤية الحاسوبية
تظهر المشكلات من هذا النوع في الرؤية الحاسوبية. على سبيل المثال، عند النظر إلى صورة لحمام، يمكن التعرف على بعض الأشياء الصغيرة والمرئية بشكل جزئي، مثل مناشف الوجه والزجاجات، نظرًا للأغراض المحيطة بها (المرحاض، المغسلة، حوض الاستحمام) والتي تشير إلى الغرض من الغرفة. سيكون من الصعب التعرف عليها في صورة منعزلة. تثبت الأفلام أنها مهمة أكثر صعوبة. تحتوي بعض الأفلام على مشاهد ولحظات لا يمكن فهمها من خلال مطابقة قوالب محفوظة مع الصور. فمثلًا، لفهم سياق الفيلم، يجب على المشاهد بناء استنتاجات حول نوايا الشخصيات ووضع افتراضات اعتمادًا على سلوكها. في الحالة المعاصرة للفن، يستحيل بناء وإدارة برنامج يؤدي مهامًا مثل التفكير، أي التنبؤ بأفعال الشخصيات. أقصى ما يمكن القيام به هو التعرف على الأفعال الأساسية وتتبع الشخصيات.

### المنابلة الآلية
تتضح الحاجة للتفكير البديهي وأهميته في الروبوتات المستقلة ذاتيًا التي تعمل في بيئة حقيقية غير خاضعة للرقابة. فمثلًا، إذا بُرمج روبوت لتأدية مهام نادل في حفلة كوكتيل ورأى أن الكأس الذي التقطه مكسور، فلا ينبغي على الروبوت-النادل أن يسكب السائل في الكأس، بل يجب أن يلتقط كأسًا آخر. تبدو مثل هذه المهام واضحة عندما يمتلك الفرد تفكيرًا بديهيًا بسيطًا، لكن ضمان تجنب الروبوت لمثل هذه الأخطاء يعتبر تحديًا.

## النجاحات في التفكير البديهي المؤتمت
أُحرز تقدم ملموس ضمن حقل التفكير البديهي المؤتمت في مجالات التفكير التصنيفي والتفكير بالأفعال والتغيير والتفكير بالوقت. لكل من هذه المجالات نظرية معترف بها بشكل كبير ضمن نطاق واسع من الاستنتاجات البديهية.

### التفكير التصنيفي
يمثل علم التصنيف مجموعة الأفراد والفئات وعلاقاتها. هناك ثلاثة أنواع أساسية من العلاقات:
- الفرد مثال عن الفئة. مثل: الفرد تويتي مثال عن فئة أبو الحناء. (تويتي كنار)
- فئة ما مجموعة جزئية من فئة أخرى. مثل: أبو الحناء مجموعة جزئية من طائر.
- فئتان منفصلتان. مثل: فئة أبو الحناء منفصلة عن فئة البطريق.